# 21015 Shigenari
21015 Shigenari è un asteroide della fascia principale. Scoperto nel 1988, presenta un'orbita caratterizzata da un semiasse maggiore pari a 3,0354680 UA e da un'eccentricità di 0,1132432, inclinata di 11,01023° rispetto all'eclittica.